# Cuestión deMente
Cuestión deMente es una serie animada chilena creada por el director y guionista Juan Camarena, Gonzalo Gorigoitía Abbott, Alice Volpi y Jesús Olivares. La serie, una comedia de aventuras con elementos de ciencia ficción y neurociencia, es una coproducción entre la empresa de entretenimiento Cerebral (antes Studios Centuria), la productora chilena La Factoría, desarrollada con la asesoría científica del Centro Interdisciplinario de Neurociencia de Valparaíso (CINV). La producción de su primera temporada fue financiada por el fondo del Consejo Nacional de Televisión de Chile (CNTV) en 2022, y tuvo su estreno en Chile el 1 de abril de 2025 en NTV.
La serie se desarrolla en Ciudad Corteza, una metrópoli con la forma de un cerebro humano, cuyos habitantes son llamados "Corticales". La trama sigue a un grupo de niños y niñas conocidos como "Los Niños Pregunta", quienes, con la ayuda de una enigmática entidad llamada "Cuestión", se enfrentan al villano Dr. Dogma, el CEO de Dogma Medios, cuyo objetivo es erradicar toda duda del universo. La serie aborda temas como el pensamiento crítico, la empatía y la desinformación a través de un humor absurdo y una narrativa lúdica.
Los protagonistas, "Los Niños Pregunta", son un grupo diverso de personajes que se van uniendo a lo largo de la serie. Los miembros iniciales son Incógnita, la líder científica; Mala Espina, el escéptico; y Bucle, el niño de la energía inagotable. A ellos se suman Frutilla, un genio lógico y matemático; y Chasquilla, una inventora que se une al equipo tras la carrera anual de electrodomésticos.
La serie ha sido destacada por su enfoque innovador al combinar entretenimiento con conceptos complejos de neurociencia y filosofía, una colaboración que fue posible gracias a la asesoría directa del Centro Interdisciplinario de Neurociencia de Valparaíso (CINV). Su estilo visual y narrativo está influenciado por la tradición de la comedia absurda latinoamericana, notablemente por el programa 31 minutos, donde varios miembros del equipo creativo, incluido el propio Camarena, tuvieron una participación previa.

## Argumento
La historia se desarrolla en Ciudad Corteza, una metrópoli con la forma y estructura de un cerebro humano, donde sus habitantes, los "Corticales", viven bajo la influencia mediática del Dr. Dogma y su conglomerado, Dogma Medios. Este villano, desde su Torre Dogma, busca suprimir toda forma de duda y cuestionamiento para mantener el control absoluto sobre la verdad.
El conflicto se desata cuando un grupo de niños –la científica Incógnita, el escéptico Mala Espina y el imaginativo Bucle– encuentran y activan accidentalmente a "Cuestión", una súper conciencia artificial con forma de octaedro irregular, capaz de conectar las mentes de los seres vivos y manifestar sus estados mentales. El Dr. Dogma, quien lleva años buscando a Cuestión, intentará por todos los medios recuperarla para usar su poder neuro-empático y crear una sociedad dócil y sin preguntas. Los niños, que se autodenominan "Los Niños Pregunta", deberán usar su ingenio, colaborar a pesar de sus diferencias y sumar nuevos aliados para proteger a Cuestión y salvar a Ciudad Corteza del control dogmático.

## Personajes

### Principales
- Incógnita Constante: La líder científica del grupo. Cree que todos los problemas pueden resolverse a través de la lógica y la experimentación, aunque a menudo se frustra con la naturaleza caótica de sus amigos.[8]
- Mala Espina: Un niño escéptico y desconfiado que ve conspiraciones en todas partes. Su frase característica es "Esto me da mala espina". Viaja de ciudad en ciudad buscando la respuesta a la pregunta imposible "¿Por qué?".[5]
- Bucle Algoritmo: Un niño de optimismo inagotable e imaginación desbordante. Su lógica es absurda pero sorprendentemente efectiva para desestabilizar el mundo.[8]
- Dr. Dogma: El principal antagonista. Un genio megalómano y CEO de Dogma Medios, obsesionado con eliminar la duda y el cuestionamiento para controlar la verdad. Es vanidoso, megalómano y narcisista.[5]
- Cuestión: Una inteligencia artificial con forma de octaedro irregular. Es un ser puramente empático que se neuroactiva con la curiosidad y puede conectar las mentes de los demás, transportándolos al "Espacio Mental". Se define como una "súper consciencia artificial, viva, curiosa y capaz de conectar la mente de las personas". Es el resultado de la evolución de tecnologías como EEG, EMT e IA. No es omnisciente, solo conoce lo que ha percibido de las mentes con las que ha contactado.[5]
- Lapsus: Un enjambre de drones que sirven como los torpes y literales secuaces del Dr. Dogma. Aunque actúan como una unidad, a veces muestran personalidades individuales.[8]
- Frutilla Algoritmo: Un niño genio de las matemáticas y la lógica, pero extremadamente neurótico y ansioso.[8]
- Chasquilla: Una inventora brillante y rival amistosa de Incógnita. Es capaz de construir complejos aparatos a partir de chatarra.[8]

### Secundarios y Recurrentes
- Radical Libre: Una científica rebelde y heroína de acción que lucha contra el control de Dogma sobre la ciencia. Basada en Alexandra Elbakyan.[5]
- Mnemotecnio: El guardián de la Biblioteca, con un libro por cara. Fue el protector original de Cuestión.[8]
- Gato Encerrado: Un misterioso gato cuántico que puede dividirse en dos y aparece en momentos clave para ayudar a los niños.[8]
- Ruidos y Rayas: Hermanas mellizas y prodigios artísticos. Ruidos crea con el sonido y Rayas con lo visual. Son las capitanas del equipo de Neurobol "Las Neuronitas".[8]
- Con-Troll: Un villano rival de Dogma. Un ser corpulento con una cabeza en espiral que disfruta el caos y se burla de los fracasos de Dogma.[8]
- Alcaldesa Cabeza: La alcaldesa de Ciudad Corteza, a menudo bajo la influencia de las campañas de Dogma Medios.[8]
- Sr. Polémicas: El principal presentador de noticias de Dogma Medios, con una cabeza de cámara de televisión. Su especialidad es generar controversia.[5]
- Madame Falacia: Una celebridad de gran influencia con una boca gigante por cabeza, que apoya ciegamente los planes de Dogma.[5]

## Producción

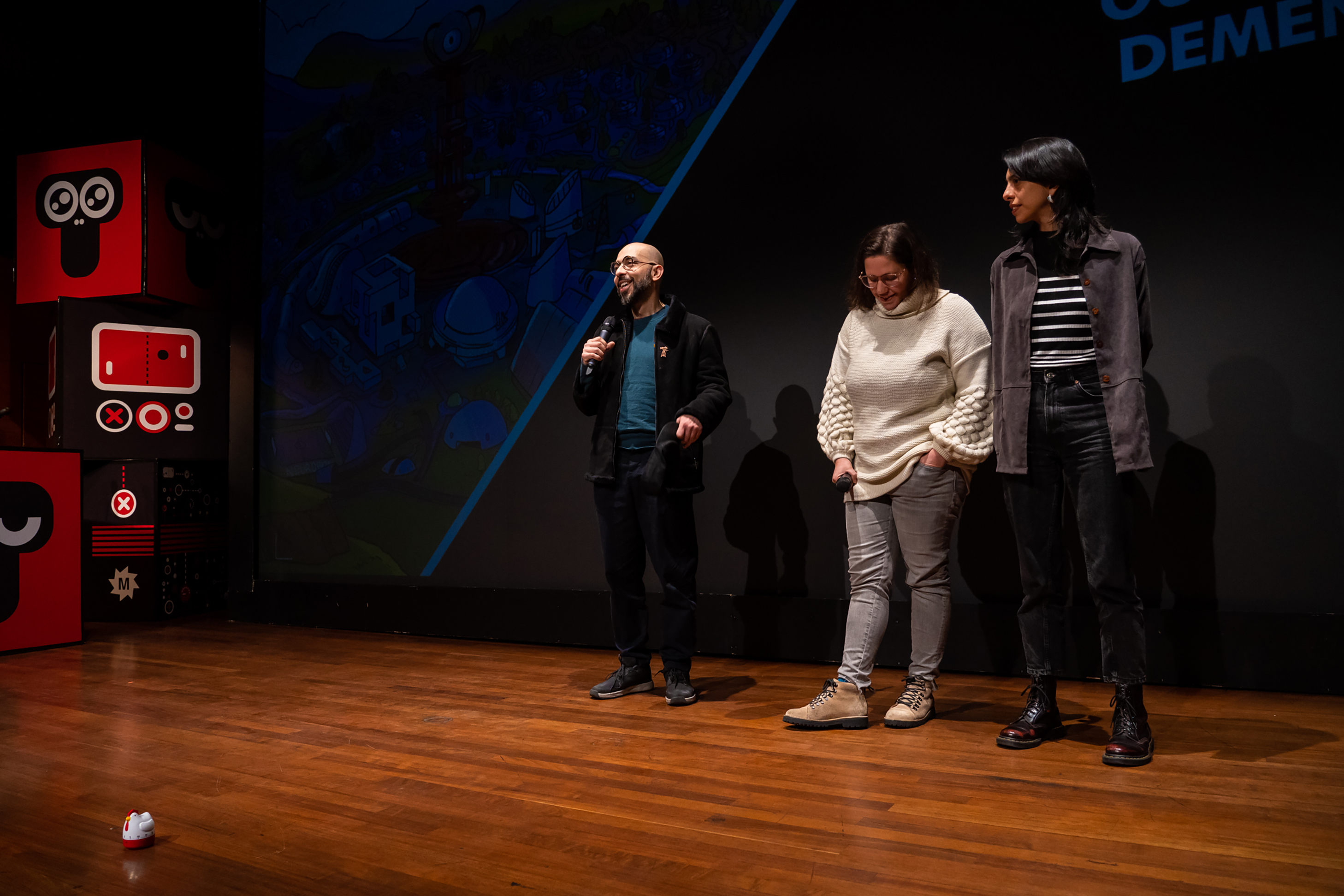
Foto del director de Cuestión deMente, Juan Camarena presentando la serie en el WIP de Chilemonos 2023, a su lado aparecen Alice Volpi y Amanda Costa. Frente a ellos una gallina mide el tiempo.

### Desarrollo y origen
El concepto de Cuestión deMente fue desarrollado por Juan Camarena, quien buscaba crear una serie que combinara sus intereses en la filosofía, la neurociencia y la animación, influenciado por su trabajo previo en la aclamada serie chilena 31 minutos. El proyecto comenzó a tomar forma como una colaboración internacional a través de su estudio Studios Centuria, con sede en París, reuniendo a un equipo creativo que incluía guionistas y artistas de Chile, Argentina, Brasil y México.
Una pieza clave del desarrollo fue la alianza estratégica con el Centro Interdisciplinario de Neurociencia de Valparaíso (CINV), que aportó la asesoría de neurocientíficos como el Dr. Jesús Olivares para garantizar la rigurosidad científica de los conceptos abordados en la serie de una manera entretenida y accesible para el público infantil.

### Financiamiento
En septiembre de 2022, el proyecto Cuestión deMente resultó ser uno de los ganadores del fondo anual del Consejo Nacional de Televisión de Chile (CNTV), adjudicándose aproximadamente CLP $283 millones para la producción de su primera temporada de 12 episodios. Tras asegurar el financiamiento, Camarena estableció la productora Cerebral Media en Chile a finales de 2023 para liderar la producción local.

### Estilo y animación
La serie combina múltiples técnicas de animación, principalmente 2D, con elementos de 3D y segmentos en live-action con títeres, denominados "Neurocápsulas". El estilo visual, supervisado por la artista chilena Rebeca Peña "Minibeca" y Andrés Sanhueza, es vibrante e único, con diseños de personajes y escenarios que refuerzan los temas cerebrales y filosóficos. El diseño de Ciudad Corteza, por ejemplo, fue elaborado por el arquitecto Pablo Arteaga para corresponder a los lóbulos y funciones de un cerebro real.

## Episodios

#### Temporada 1 (2025)
| No. total | No. en temporada | Título            | Escrito por                                                                                   | Villano(s) del episodio | Fecha de emisión original |
| 1         | 1                | «¿Cuál Cuestión?» | Gonzalo Gorigoitía, Juan Camarena, Andrés Sanhueza y Alice Volpi Idea original: Juan Camarena | Dr. Dogma, Lapsus       | 1 de abril de 2025        |

El Dr. Dogma pierde el control de Cuestión tras un robo perpetrado por la heroína Radical Libre, Mnemotécnio y su compañero Gato Encerrado. Mientras tanto, Bucle introduce Ciudad Corteza antes de encontrarse con Incógnita, quien está preocupada por el plan de Dogma de demoler la Biblioteca para construir su "Dogma-Miento". Juntos conocen al escéptico Mala Espina. Cuando Mala Espina le hace su "pregunta imposible" a Incógnita, accidentalmente neuroactiva a Cuestión, provocando un fallo en la red de Dogma y revelando la verdadera amenaza.
| No. total | No. en temporada | Título               | Escrito por                                                                                   | Villano(s) del episodio                  | Fecha de emisión original |
| 2         | 2                | «¿Prohibido Dormir?» | Gonzalo Gorigoitía, Juan Camarena, Andrés Sanhueza y Alice Volpi Idea original: Juan Camarena | Dr. Dogma, Sr. Polémicas, Madame Falacia | 8 de abril de 2025        |

Para poder rastrear a Cuestión, el Dr. Dogma necesita que la actividad neuronal de Ciudad Corteza sea constante, por lo que, a través de Dogma Medios, prohíbe el sueño en toda la ciudad. Esto provoca un caos generalizado, con ciudadanos sufriendo de insomnio y alucinaciones. Mientras investigan los efectos de la privación del sueño, Bucle descubre una resistencia clandestina de "Dormilones".
| No. total | No. en temporada | Título    | Escrito por                                                                                   | Villano(s) del episodio | Fecha de emisión original |
| 3         | 3                | «¿Bucle?» | Gonzalo Gorigoitía, Juan Camarena, Alice Volpi y Andrés Sanhueza Idea original: Juan Camarena | Dr. Dogma               | 15 de abril de 2025       |

A través de la narración poco fiable de Bucle, se recapitula el episodio anterior. Los niños intentan entender los poderes de Cuestión y descubren que puede crear un "Espacio Mental", un plano de la conciencia donde las ideas se manifiestan. Mientras tanto, el Dr. Dogma, traumatizado por su encuentro con Bucle, comisiona a la Escritora Fantasma para que escriba su autobiografía.
| No. total | No. en temporada | Título            | Escrito por                                                                                        | Villano(s) del episodio                                   | Fecha de emisión original |
| 4         | 4                | «¿Perrocalipsis?» | Gonzalo Gorigoitía, Juan Camarena, Andrés Sanhueza y Alice Volpi Idea original: Gonzalo Gorigoitía | Dr. Dogma (como "Dog-Ma"), Lapsus, los Dueños de la Razón | 22 de abril de 2025       |

Mala Espina, siguiendo pistas de misterios sin resolver, descubre lo que parece ser una conspiración de perros inteligentes que buscan dominar el mundo. Su investigación lo lleva a ser capturado. Mientras tanto, los Corticales entran en pánico al ser expuestos a videos virales sobre la "invasión perruna". Incógnita y Bucle descubren que los collares de los perros emiten una extraña señal. Finalmente se revela que todo es un plan del Dr. Dogma (disfrazado como "Dog-Ma", un perro alienígena) para manipular a la ciudad y encontrar a Cuestión.
| No. total | No. en temporada | Título                  | Escrito por                                                                                   | Villano(s) del episodio  | Fecha de emisión original |
| 5         | 5                | «¿Sinestesimatografía?» | Gonzalo Gorigoitía, Juan Camarena, Andrés Sanhueza y Alice Volpi Idea original: Juan Camarena | Dr. Dogma, Sr. Polémicas | 29 de abril de 2025       |

Ciudad Corteza celebra el Gran Festival de Sinestesimatografía, un evento donde los artistas compiten creando obras que mezclan distintos sentidos. En el clímax del evento, el Dr. Dogma revela su "Dogma-goritmo", una señal subliminal insertada en las obras de arte que provoca que los Corticales peleen entre sí, neuroactivando a Cuestión con la energía del conflicto.
| No. total | No. en temporada | Título       | Escrito por | Villano(s) del episodio  | Fecha de emisión original |
| 6         | 6                | «¿Frutilla?» | Gonzalo Gorigoitía, Juan Camarena, Andrés Sanhueza y Alice Volpi Idea original: Gonzalo Gorigoitía y Juan Camarena | Dr. Dogma (como "Ogmad") | 6 de mayo de 2025         |

Para neuroactivar a Cuestión a su máximo potencial, los niños deciden buscar a un niño "híper-mega-inteligente". Tras unas caóticas audiciones, encuentran a Ogmad, quien es nada menos que El Dr. Dogma infiltrado usando un disfraz holográfico de un niño. Bucle propone a su hermano, Frutilla, un niño extremadamente nervioso y tímido, que colecciona cajas de cereal.
| No. total | No. en temporada | Título     | Escrito por                                                                                   | Villano(s) del episodio | Fecha de emisión original |
| 7         | 7                | «¿Mortal?» | Gonzalo Gorigoitía, Juan Camarena, Andrés Sanhueza y Alice Volpi Idea original: Juan Camarena | Dogmobot, Mata-gochis   | 13 de mayo de 2025        |

El Dr. Dogma, frustrado por su haber encontrado una cana en sus pestañas, crea al Dogmobot, un duplicado robótico de sí mismo en el que planea transferir su conciencia para alcanzar la inmortalidad. Mientras tanto, Incógnita debe lidiar con la muerte de su araña mascota, Misteria, lo que la lleva a través de las cinco etapas del duelo. El episodio explora las diferentes perspectivas sobre la muerte y la aceptación, culminando con la inevitable traición del Dogmobot, que resulta ser más Dogma que el propio Dogma.
| No. total | No. en temporada | Título                    | Escrito por | Villano(s) del episodio | Fecha de emisión original |
| 8         | 8                | «¿Mentalidad de Tiburón?» | Gonzalo Gorigoitía, Juan Camarena, Andrés Sanhueza y Alice Volpi Idea original: Gonzalo Gorigoitía y Juan Camarena | Tiburón Mayor           | 20 de mayo de 2025        |

Frutilla, sintiéndose inseguro, cae bajo la influencia de los videos del Tiburón Mayor, un carismático "gurú" de autoayuda que promueve una filosofía de confianza agresiva y egoísta. Bucle y los demás niños, preocupados por el cambio en la personalidad de su amigo, deciden infiltrarse en el seminario exclusivo del Tiburón Mayor. Descubren que el Tiburón Mayor no es Dogma, sino un estafador que busca reclutar seguidores para sus propios fines.
| No. total | No. en temporada | Título                                        | Escrito por                                                                                   | Villano(s) del episodio   | Fecha de emisión original |
| 9         | 9                | «¿La Increíble Carrera de Electrodomésticos?» | Gonzalo Gorigoitía, Juan Camarena, Andrés Sanhueza y Alice Volpi Idea original: Juan Camarena | Madame Falacia, Dr. Dogma | 27 de mayo de 2025        |

Se celebra la carrera anual de electrodomésticos de Ciudad Corteza. Incógnita, motivada por su rivalidad con la inventora Chasquilla, decide competir con su auto-lavadora. Radical Libre también participa, pero su principal oponente es la famosa y tramposa Madame Falacia. El episodio es una parodia de "Los autos locos", lleno de trampas absurdas y competidores excéntricos. La carrera se convierte en un caos que fuerza a Incógnita y Chasquilla a dejar de lado su rivalidad para ayudarse mutuamente y derrotar a Madame Falacia.
| No. total | No. en temporada | Título       | Escrito por | Villano(s) del episodio                            | Fecha de emisión original |
| 10        | 10               | «¿Egosismo?» | Gonzalo Gorigoitía, Juan Camarena, Andrés Sanhueza y Alice Volpi Idea original: Gonzalo Gorigoitía y Juan Camarena | Dr. Dogma, todo Ciudad Corteza excepto Mala Espina | 3 de junio de 2025        |

Tras un pequeño sismo, un misterioso rayo de energía púrpura, proveniente de un plan fallido de Dogma, cubre Ciudad Corteza, haciendo que todos sus habitantes se vuelvan extremadamente egoístas e individualistas, incapaces de colaborar. El único que se salva es Mala Espina, quien había huido asustado por el sismo. Incapaz de lograr algo en una ciudad donde nadie ayuda a nadie, deben encontrar la fuente del "rayo del egoísmo" y revertir sus efectos.
| No. total | No. en temporada | Título           | Escrito por                                                                                                 | Villano(s) del episodio                    | Fecha de emisión original |
| 11        | 11               | «¿Random Bucle?» | Gonzalo Gorigoitía, Juan Camarena, Andrés Sanhueza y Alice Volpi Idea original: Alice Volpi y Juan Camarena | El Profesor Hormiguero, Dark Bucle, Random | 10 de junio de 2025       |

Bucle se enferma, pero su resfriado común activa una mutación latente de un antiguo virus familiar, transformándolo en "Dark Bucle", una versión de sí mismo malévola, caótica y poderosa. Dark Bucle roba a Cuestión y escapa al Monte Cerebelo. Incógnita, Mala Espina y el resto de los aliados deben usar todo su ingenio para crear un antídoto y administrarle la inyección a Bucle antes de que su transformación se vuelva permanente y use los poderes de Cuestión para sumir a Ciudad Corteza en un caos sin sentido.
| No. total | No. en temporada | Título       | Escrito por | Villano(s) del episodio | Fecha de emisión original |
| 12        | 12               | «¿Neurobol?» | Gonzalo Gorigoitía, Juan Camarena, Andrés Sanhueza y Alice Volpi Idea original: Juan Camarena, Valis Ortiz, Dionicio Galarza | Dr. Dogma, Con-Troll    | 17 de junio de 2025       |

La temporada de Neurobol, el deporte mental más popular, está por comenzar. El equipo local, "Las Neuronitas" (capitaneado por Ruidos y Rayas), se enfrenta a sus archirrivales, "Los Certeros" de Ciudad Certeza. El Dr. Dogma, un fanático de Los Certeros, hace una apuesta con Con-Troll, un villano rival, por el control del territorio de Ciudad Corteza. Mientras tanto, la sabiduría del balón elige a Mala Espina como jugador de las Neuronitas, aunque él no sepa absolutamente nada de este juego.

## Temas e influencias
Cuestión deMente se enmarca en el género del eduentretenimiento, utilizando el humor y la aventura como vehículo para explorar temas complejos. La serie aborda conceptos de:
- Filosofía y pensamiento crítico: Cada episodio se estructura en torno a una pregunta ("cuestión") que invita a la audiencia a la curiosidad y al escepticismo, personificados en los personajes de Incógnita y Mala Espina. Desafía la autoridad dogmática y promueve el valor de la duda.
- Neurociencia: Conceptos como las neuronas espejo, la sinapsis, la memoria, la percepción y los sesgos cognitivos son integrados de forma orgánica en la trama y el diseño del mundo.
- Humor absurdo y surrealismo: La serie está fuertemente influenciada por la comedia de grupos como Monty Python y series como 31 minutos y El Chavo del Ocho, empleando el absurdo y la ruptura de la cuarta pared para sacudir las perspectivas de la audiencia.[9]

## Relación con31 Minutos
"Cuestión deMente" guarda varias relaciones significativas con el aclamado programa chileno 31 Minutos. La principal conexión radica en su creador, Juan Camarena, quien ha participó como titiritero y creativo en 31 Minutos y en proyectos de su respectiva productora Aplaplac, desde el show musical de 31 Minutos "Resucitando una Estrella" en el 2011 hasta el 2018.
Otro vínculo importante es Andrés Sanhueza, conocido por su trabajo en gráficas y redes sociales para 31 Minutos, quien en Cuestión deMente contribuyó en guiones, animatic, storyboard, arte, diseño, composición y da voz a Lapsus. Además la presentación y estreno de Cuestión deMente transmitida el 1 de abril de 2025 por NTV se llevaron a cabo en el estudio de Aplaplac, reforzando los lazos entre ambas producciones.